# Claude-Étienne-Annet des Roys
Claude-Étienne-Annet, marquis des Roys, baron des Enclaux, né le 13 septembre 1754 à Échandelys et mort le 24 septembre 1823 à Avrilly en France, est un militaire et homme politique français.

## Biographie
D'une famille établie dans le diocèse du Puy-en-Velay dès le XIIIe siècle, Claude-Étienne-Annet des Roys est le fils de Jacques, marquis des Roys, comte de Brioude, seigneur d'Eschandelys, officier de cavalerie, et de Marie-Gabrielle de Roquelaure. 
Il est nommé page aux grandes écuries de Louis XV, puis page dauphin et ensuite premier page du roi Louis XVI. Au sortir des pages, il devient en 1775 capitaine au régiment de Dauphin-Cavalerie et donne sa démission en 1783, époque de son premier mariage.  
Nommé en mars 1789 grand sénéchal d'épée du haut et du bas Limousin, il préside l'assemblée des trois ordres et celle de la noblesse de la sénéchaussée de Limoges, tenue dans la chapelle du Lycée de Limoges.
Cette assemblée l'élit député suppléant de la noblesse du Limousin aux États généraux le 23 mars 1789. À partir du 5 août 1789, il siège en remplacement du comte d'Escars, démissionnaire. 
Sans être très actif à l'assemblée, il intervient à plusieurs reprises à la tribune sur les biens ecclésiastiques, le choix des jurés et la loi relative aux successions. 
Dans une lettre du 15 septembre 1790, il rend compte à ses commettants de ses opinions. Tout en constatant que la féodalité est contraire aux vrais principes, il est d'avis que tous les abus consacrés par le temps « la dîme, la vénalité des charges, le privilège de la chasse, etc., avaient acquis tous les caractères d'une vraie propriété et leur rachat devait toujours avoir un placement équivalent ». « La discussion sur les biens du clergé », dit-il encore, « démontre jusqu'à l'évidence, que les biens ecclésiastiques avaient été donnes aux églises particulières, et que les ecclésiastiques particuliers n'en étaient que des administrateurs ». Cependant, des Roys s'oppose constamment à ce que tous les biens ecclésiastiques appartinssent à la nation, à ce que la dîme fût abolie sans rachat et à ce que les assignats eussent cours forcé. Il fait valoir la légitimité des plaintes des créanciers du clergé et demande conséquemment avec ses principes que les particuliers soient autorisés à se racheter de la dîme : le clergé aurait versé ces fonds à la caisse de l'extraordinaire qui lui en aurait servi le revenu.
Il se prononce contre les assignats, contre la constitution civile du clergé, contre l'élection des juges, contre le rattachement d'Avignon et du Comtat Venaissin.
Il se prononce pour un pouvoir royal fort, il approuve l'organisation de l'armée, celle du tribunal de cassation.
Il reste à Paris après la session, courant de grands dangers à la journée du 10 août 1792 ; il revient alors en Limousin.  
Arrêté et emprisonné à Limoges pendant la Terreur, jusqu'à la chute de Robespierre, il remplit, après sa sortie de prison, les fonctions de juge de paix pendant trois années dans le Limousin. 

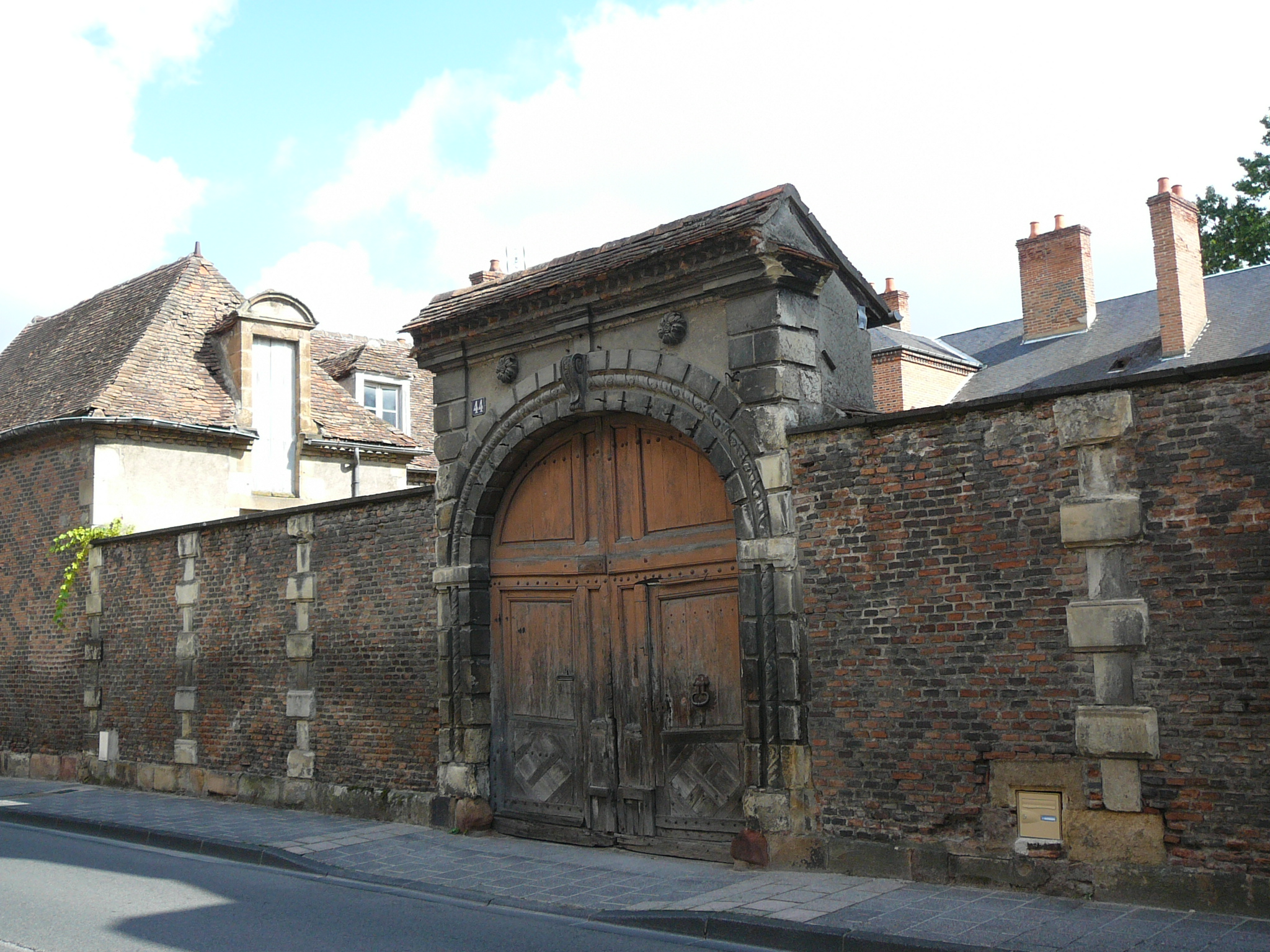
Portail de l'hôtel Héron à Moulins.

Retiré dans le Bourbonnais par suite de son second mariage avec Amable de Chauvigny de Blot, il exerce de 1805 à 1816 la fonction de maire de la ville de Moulins, il préside trois fois le collège électoral de l'Allier sous l'Empire.
En 1803, il achète, près de Moulins, le château d'Avrilly. 
En 1804, il fait l'acquisition de l'hôtel Héron à Moulins, qui est l'un des beaux hôtels particuliers de la rue de Paris, datant de la fin du XVIIe et du début XVIIIe siècle.
Venu à Paris en 1809, pour la première fois depuis 1790, est créé baron de l'Empire le 8 mai 1812.
En 1814, il se rallie immédiatement à la Restauration, reçoit en 1816 la croix de Saint-Louis des mains du comte d'Artois, mais rentre dans la vie privée.
Par lettres patentes du 20 décembre 1821, le roi Louis XVIII le fait comte héréditaire.

### Distinction
- Chevalier de l'ordre royal et militaire de Saint-Louis (1816)

### Mariages et descendance
Il épouse à Paris en 1783 Anne Josèphe de Léonard de Saint-Cyr, fille d'Antoine de Léonard, baron de Saint-Cyr, et de Josèphe Angélique Morin. Dont trois fils.
Veuf en 1791, il se remarie en 1797 avec Amable de Chauvigny de Blot, veuve du vicomte de Séverac. Fille de Gilbert Marie Joseph de Chauvigny de Blot et de Marie de Bosredon. Elle mourut à Moulins le 20 novembre 1842, sans postérité de cette union.
Dont, du premier mariage :
- Jacques Gabriel des Roys (1784-1796) ;
- Jacques Joseph des Roys (1785-1786)

- Étienne-Annet des Roys, conseiller-général de l'Allier, pair de France de 1832 à 1848 (1788-1868), marié en 1814 avec Jenny Hoche, dont postérité[4].